# Narcissus cavanillesii
Narcissus cavanillesii är en amaryllisväxtart som beskrevs av Alfredo Barra och Ginés Alejandro López González. Narcissus cavanillesii ingår i släktet narcisser, och familjen amaryllisväxter. Inga underarter finns listade i Catalogue of Life.

## Bildgalleri

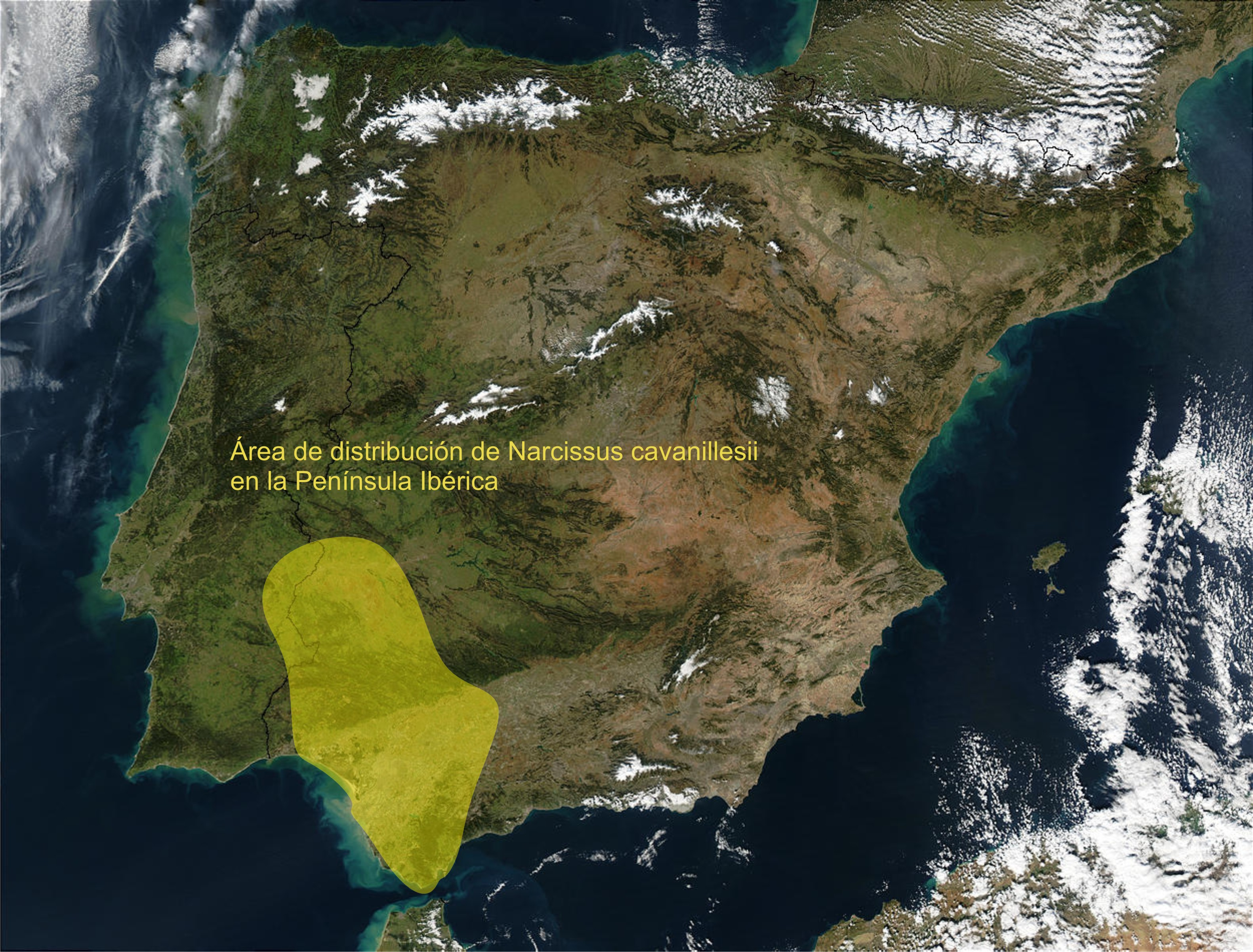